# Никитская яйла
Ники́тская яйла (укр. Нікітська яйла, крымскотат. Nikita yaylası, Никита яйласы) — одна из платообразных форм рельефа в южной части Главной гряды Крымских гор. 

## Описание
Сложена в основном известняками. Расположена она к югу от Гурзуфской яйлы и является единственной яйлой основной горной гряды Крыма, имеющей перпендикулярную направленность по отношению к береговой линии Чёрного моря, завершаясь мысом Мартьян. Большую часть Никитской яйлы в свой состав включает лесничество Ялтинского горно-лесного заповедника.
У подножия Никитской яйлы расположен Никитский ботанический сад. Склоны Никитской яйлы занимают в основном высокоствольные сосновые и широколиственные леса из дуба и бука с примесью вечнозелёного подлеска средиземноморского типа.
Высшей точкой Никитской яйлы является гора Авинда (1470 м), у которой берёт начало река Авунда, протекающая в «Сказочном» ущелье и питающая пресной водой Гурзуф. Помимо Авинды, выделяются гора Св. Ильи (Ай-Илиа-Сырым) высотой 1219 м над уровнем моря, а также треугольная по форме и расположенная ниже Соколиная скала (или Шаан-Кая высотой 558 м). Обе они расположены на южном склоне Никитской яйлы, который называется Никитская расселина и который разделяет гурзуфскую и ялтинскую долины. Яйла известна своим скалодромом, а также 6-метровой Беседкой ветров, сооружённой в 1956 году.

По Никитской яйле проходит Романовское шоссе, проложенное в 1913 году. Никитский перевал на нём являлся наивысшим перевалом (1448 м) на дорогах с твёрдым покрытием Украины. На входе шоссе на верхнее плато Никитской яйлы расположен кордон Красный камень с известной смотровой площадкой на Ялту. Там же в послевоенное время размещался придорожный ресторан. В настоящее время в здании расположен Музей партизанской славы.
- Вид на Гурзуф с Никитской яйлы. Фото Ю. П. Ерёмин, 1927 год
- Никитский перевал 1448 метров
- Романовская дорога на Никитской яйле
- Беседка ветров
- Музей партизанской славы на кордоне «Красный камень»